# Dicranomyia repanda
Dicranomyia repanda là một loài ruồi trong họ Limoniidae. Chúng phân bố ở miền Australasia.